# Umore (album)
Umore (Настроение) è un album della cantante jazz bulgara Kamelija Todorova, pubblicato nel 1994 dall'etichetta discografica Unison.

## Tracce
1. Откритие – 2:45 (testo: Matej Stojanov – musica: Aleksandăr Brăsizov)
2. Думите отлитат (duetto con Orlìn Goranov) – 3:40 (testo: Matej Stojanov – musica: Aleksandăr Brăsizov)
3. Не ме гледай така, момче – 3:00 (testo: Adriana Jordanòva – musica: Toncio Rusev)
4. Да е влюбен този свят – 2:40 (testo: Ivan Borislavov – musica: Vili Kasasjàn)
5. Настроение – 3:10 (Vili Kasasjàn)
6. Теменуги – 5:10 (testo: Pejo Javorov – musica: Aleksandăr Rajcev)
7. Не мога да кажа „не“ – 3:00
8. Може би този път – 3:20 (Joe Konders)
9. Стая на релси – 4:25 (testo: Mihail Belčev – musica: Aleksandăr Brăsizov)
10. Прошепнати мечти – 4:20 (testo: Matèj Stojanov – musica: Aleksandăr Brăsizov)
11. Цветето е любвеобилно – 2:20 (Duke Ellington) – cover della canzone Fleurette Africaine (African Flower) di Duke Ellington
12. Ден и нощ – 3:20 (testo: Ivan Tenev – musica: Todor Filkov)
13. Песен за синия балон – 4:00 (testo: Ivan Teofilov – musica: Gheorghi Ghenkov)
14. Довери ми – 4:40 (testo: Ivan Teofilov – musica: Gheorghi Kordov)
15. Само ти можеш да целуваш – 3:15